# Thereva nigripilosa
Thereva nigripilosa är en tvåvingeart som beskrevs av Cole 1923. Thereva nigripilosa ingår i släktet Thereva och familjen stilettflugor.
Artens utbredningsområde är British Columbia. Inga underarter finns listade i Catalogue of Life.